# Liste der Stolpersteine in der Provinz La Spezia

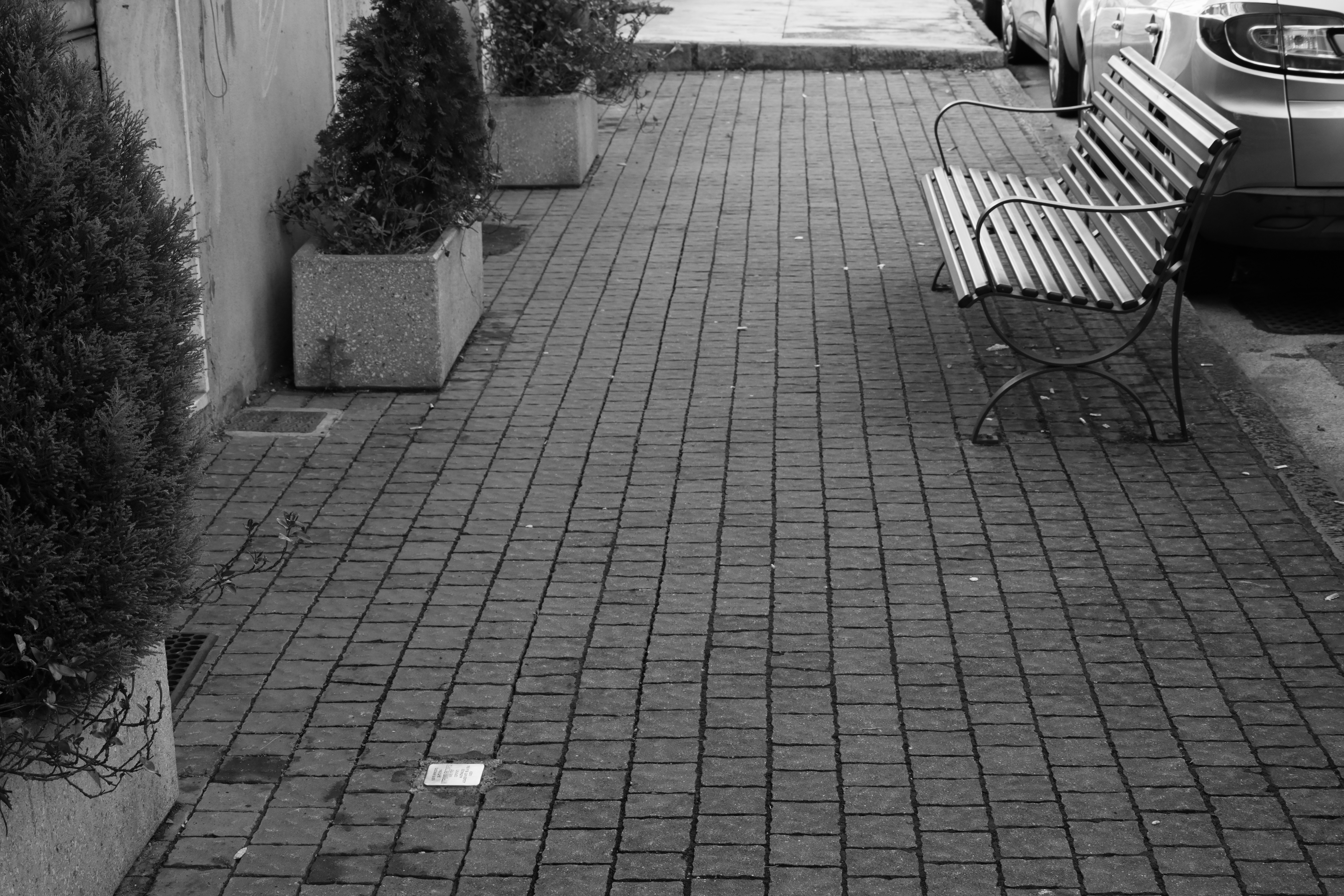
Stolperstein in der Via Buonviaggio 5, La Spezia

Die Liste der Stolpersteine in der Provinz La Spezia  enthält die Stolpersteine in der italienischen Provinz La Spezia, die an das Schicksal der Menschen aus dieser Provinz erinnern, die von Nationalsozialisten ermordet, deportiert, vertrieben oder in den Suizid getrieben wurden. Die Stolpersteine wurden von Gunter Demnig verlegt; deren Name lautet auf Italienisch pietre d’inciampo.
Die Stolpersteine liegen im Regelfall vor dem letzten selbstgewählten Wohnort des Opfers. Die erste Verlegung in der Provinz La Spezia fand am 20. Januar 2024 in der Provinzhauptstadt La Spezia statt.

## Verlegte Stolpersteine

### La Spezia
Bislang wurden nur in der Provinzhauptstadt La Spezia Stolpersteine verlegt, insgesamt dreizehn an sieben Verlegestellen.

Die Tabelle ist teilweise sortierbar; die Grundsortierung erfolgt alphabetisch nach dem Familiennamen.
| Stolperstein | Übersetzung | Verlegeort                               | Name, Leben |
| ------------ | --- | ---------------------------------------- | --- |
|              | HIER DIENTE NICOLA AMODIO GEBOREN 1898 VERHAFTET 23.11.1944 DEPORTIERT 1944 MAUTHAUSEN ERMORDET 4.3.1945                  | Via XX settembre, 6 · La Spezia ·        | Nicola Amodio, geboren am 26. November 1898 in Pizzo (Kalabrien). Amodio wurde nach der Matura eingezogen und diente als Tenente im Ersten Weltkrieg. Nach seiner Entlassung 1920 ging er zur Polizia di Stato. Er leistete fortan in La Spezia Dienst und wurde 1941 zum Kommissar befördert. Nach dem 8. September 1943 half er zusammen mit anderen Polizeibeamten Juden und Antifaschisten bei ihrer Flucht in die Schweiz. Am 23. November 1944 wurde Nicola Amodio zusammen mit den Kollegen Lodovico Vigilante und Annibale Tonelli von der SS in der Quästur verhaftet. Nach einem Aufenthalt im Gefängnis Marassi in Genua wurde er über das Durchgangslager Bozen Anfang Februar 1945 in das KZ Mauthausen deportiert. Dort starb er am 4. März 1945. |
|              | HIER WOHNTE FERNANDO BECONCINI GEBOREN 1902 VERHAFTET 21.11.1944 DEPORTIERT MAUTHAUSEN ERMORDET 2.3.1945 MELK             | Corso Nazionale, 348 · La Spezia ·       | Fernando Beconcini, geboren am 31. März 1902 in Fucecchio (Toskana). Beconcini war Kaufmann von Beruf. Er war verheiratet und Vater von zwei Kindern. Am 21. November 1944 wurde er bei einer Razzia im Stadtteil Migliarina verhaftet. Man beschuldigte ihn, die Partisanen mit Lebensmitteln versorgt zu haben. Über das Gefängnis Marassi gelangte er zunächst in das Durchgangslager Bozen. Am 14. Dezember 1944 wurde er von Bozen mit dem Transport 111 in das KZ Mauthausen deportiert und dort als politischer Häftling mit der Häftlingsnummer 113987 registriert. Er wurde anschließend zu einem unbekannten Zeitpunkt in das Nebenlager Melk verlegt und dort am 2. März 1945 ermordet. |
|              | HIER WOHNTE DARIO DERCHI GEBOREN 1893 VERHAFTET 25.11.1944 DEPORTIERT MAUTHAUSEN ERMORDET 7.3.1945 GUSEN                  | Via Roma, 106 · La Spezia ·              | Dario Derchi, geboren am 18. August 1893 in La Spezia. Verheiratet und Vater eines Sohnes. Derchi besaß einen kleinen Laden in der Innenstadt von La Spezia. Er wurde am 25. November 1944 verhaftet, weil er angeblich die Partisanen mit Lebensmitteln versorgt hatte. Nach einem ersten Aufenthalt in der nach dem 8. September 1943 von den Faschisten in ein Gefängnis umgewandelten Infanteriekaserne von La Spezia, in der die Inhaftierten gefoltert wurden, wurde er in das Gefängnis Marassi in Genua und anschließend in das Durchgangslager Bozen verlegt. Am 1. Februar 1945 wurde er in das KZ Mauthausen deportiert. Dort langte er mit dem Transport 119 am 4. Februar 1945 an, um als politischer Häftling mit der Häftlingsnummer 126164 registriert zu werden. Dario Cerchi wurde später in das Außenlager Gusen verlegt und dort am 7. März 1945 ermordet. |
|              | HIER WURDE VERHAFTET 2.2.1944 ELVIRA FINZI GEBOREN 1873 DEPORTIERT AUSCHWITZ ERMORDET 28.2.1944                           | Via dei Mille / Via Cavour · La Spezia · | Elvira Finzi, geboren am 16. August 1873 in Correggio (Emilia-Romagna). Sie zog nach ihrer Heirat 1911 mit ihrem Mann nach La Spezia, der dort eine Anstellung gefunden hatte. Während des Krieges betrieb sie einen Zeitungskiosk in der Innenstadt von La Spezia. Zeitungsverkäufer war einer der wenigen Berufe, die nach den italienischen Rassengesetzen von 1938 von Juden noch ausgeübt werden konnte. 1942 verstarb ihr Mann. Am 2. Februar 1944 wurde Elvira Finzi von zwei italienischen Männern in ihrem Kiosk verhaftet. Nach Zeugenaussagen soll es sich dabei um Angehörige der Schwarzen Brigaden gehandelt haben. Elvira Finzi wurde zunächst in das Durchgangslager Fossoli gebracht. Am 22. Februar 1944 wurde sie mit dem Transport Nr. 8 nach Auschwitz-Birkenau deportiert. Mit dem gleichen Transport traf auch Primo Levi am 26. Februar 1944 in Auschwitz-Birkenau ein. Elvira Finzi wurde noch am gleichen Tag ermordet. |
|              | HIER WOHNTE AMELIA GIARDINI PAGANINI GEBOREN 1882 VERHAFTET 3.7.1944 DEPORTIERT RAVENSBRÜCK ERMORDET 1.1.1945             | Via Raffaele De Nobili, 79 · La Spezia · | Amelia Giardini Paganini, geboren am 30. Mai 1882 in La Spezia. Verheiratet und Mutter von fünf Kindern. Amalia Paganini Giardini engagierte sich in der katholischen Kirche und war unter anderem Präsidentin der katholischen Frauenbewegung der Stadt. Sie trat nie der Faschistischen Partei bei. Ihr Mann starb 1938. Nach der italienischen Kriegserklärung an Frankreich und Großbritannien im Juni 1940 zog sie mit ihren Kindern aufs Land nach San Bendetto, um den alliierten Luftangriffen zu entgehen. Nach dem 8. September 1943 unterstützte sie die Resistenza und beherbergte Widerstandskämpfer in ihrem Haus. In der Nacht vom 2. auf den 3. Juli 1944 wurde sie mit zwei ihrer Töchter verhaftet, nachdem ihr Sohn Alfredo, der den Partisanen angehörte, verhaftet worden war. Amalia Paganini Giardini wurde zunächst in das Gefängnis Villa Andreino in La Spezia gesteckt, und dann in das Durchgangslager Bozen verlegt. Mit ihren drei Töchtern wurde sie schließlich in das KZ Ravensbrück deportiert und mit der Häftlingsnummer 77394 registriert. Sie verstarb dort einige Monate nach ihrer Verhaftung vermutlich um den 1. Januar 1945. |
|              | HIER WOHNTE ALFREDO PAGANINI GEBOREN 1918 VERHAFTET 2.7.1944 DEPORTIERT FLOSSENBÜRG ERMORDET 8.12.1944 HERSBRUCK          | Via Raffaele De Nobili, 79 La Spezia     | Alfredo Paganini, geboren am 14. August 1918 in La Spezia. War der jüngere Sohn von Amelia Giardini Paganini. Alfredo Paganini studierte Medizin an der Universität Genua. Der überzeugte Antifaschist schloss sich nach dem 8. September 1943 der Widerstandsbewegung Giustizia e Libertà an, der auch sein älterer Bruder Alberto angehörte. Am 2. Juli 1944 geriet er bei der Beschaffung von Arzneimitteln in einen Hinterhalt der Faschisten und wurde aufgegriffen. Er wurde zunächst in das Gefängnis Villa Andreino und anschließend nach Genua gebracht. Im dortigen Studentenwohnheim wurde er gefoltert, bevor er in das Durchgangslager Fossoli und anschließend in das Durchgangslager Bozen gelangte. Von Bozen wurde Alfredo Paganini in das KZ Dachau deportiert, von dort in das KZ Flossenbürg und schließlich in das KZ-Außenlager Hersbruck verlegt. Dort wurde er am 6. Dezember 1944 zu Tode geprügelt. Seine Häftlingsnummer war die 21597. |
|              | HIER WOHNTE IN HAUSNR. 6 GIOTTO PESCHIERA GEBOREN 1924 VERHAFTET 15.10.1944 DEPORTIERT MAUTHAUSEN ERMORDET 8.3.1945 MELK  | Corso Nazionale / Via Parma La Spezia    | Giotto Peschiera, geboren am 14. August 1924 in Fornovo di Taro (Emilia-Romagna). Er war Bahnhofsvorsteher am Bahnhof Migliarina in La Spezia. Am 15. Oktober 1944 wurde er von zwei Angehörigen der Schwarzen Brigaden verhaftet, die ihn zu Unrecht beschuldigten mit den Partisanen zusammengearbeitet zu haben. Nach seiner Verhaftung wurde er von Angehörigen der faschistischen Italienischen Sozialrepublik in der zum Gefängnis umgewandelten Infanteriekaserne der Stadt gefoltert. Am 8. Dezember 1944 wurde Giotto Peschiera in das Gefängnis Marassi nach Genua überführt und am 14. Januar 1945 in das Durchgangslager Bozen verlegt. Am 1. Februar 1945 wurde er in das KZ Mauthausen deportiert und dort mit der Häftlingsnummer 114062 registriert. Anschließend folgte seine Überführung in das Nebenlager Melk, dort wurde er am 8. März 1945 ermordet. |
|              | HIER WURDE VERHAFTET 24.11.1944 VITRUVIO RICCIARDI GEBOREN 1927 DEPORTIERT MAUTHAUSEN ERMORDET 18.4.1945 GUSEN            | Via Buonviaggio 5 La Spezia              | Vitruvio Ricciardi, geboren am 7. Februar 1927 in Vezzano Ligure. Der Junggeselle war bei OTO Melara beschäftigt und wurde bei einer Razzia im Stadtteil Migliarina am 24. November 1944 verhaftet. Er wurde zunächst von den Faschisten vernommen und gefoltert. Nach seinem ersten Gefängnisaufenthalt in La Spezia wurde er in das Gefängnis Marassi nach Genua verlegt und war dort weiteren Folterungen ausgesetzt. Mit dem Transport Nr. 119 wurde Vitruvio Ricciardi am 1. Februar 1945 in das Durchgangslager Bozen überführt, um am 4. Februar 1945 im KZ Mauthausen mit der Häftlingsnummer 126389 registriert zu werden. Anschließend wurde er in das Außenlager Gusen II verlegt. Er verstarb beim Bau des unterirdischen Rüstungswerkes B8 Bergkristall am 18. April 1945. |
|              | HIER WOHNTE UMBERTO ALFREDO RIGHETTI GEBOREN 1892 VERHAFTET 8.8.1944 DEPORTIERT MAUTHAUSEN ERMORDET 6.1.1945 GUSEN        | Piazza Garibaldi, 3 La Spezia            | Umberto Alfredo Righetti, geboren am 26. März 1892 in Bracelli, einem Ortsteil der Gemeinde Beverino in der Provinz La Spezia. Er wanderte in jungen Jahren nach Schottland aus und kehrte 1914 nach Italien zurück, um seinen Wehrdienst abzuleisten. Der Vater von zwei Söhnen betrieb in La Spezia mit seiner Frau einen Milchladen. Er wurde mit seiner Frau am 8. August 1944 in seiner Wohnung von den Schwarzen Brigaden verhaftet, die auf der Suche nach seinem Giorgio waren, der bei den Partisanen kämpfte. Umberto Alfredo Rightetti wurde mit seiner Frau zunächst in der Villa Adreino eingesperrt. Am 25. September 1944 wurden sie zunächst in das Gefängnis Marassi nach Genua gebracht und anschließend in das Durchgangslager Bozen überführt. Während seine Frau Zita Calzetta bis zur Befreiung des Lagers in Bozen blieb, wurde er am 20. November 1944 mit dem Transport Nr. 104 in das KZ Mauthausen deportiert und dort mit der Häftlingsnummer 110388 registriert. Von Mauthausen wurde er in das Außenlager Gusen verlegt und dort am 6. Januar 1945 ermordet. |
|              | HIER DIENTE ANNIBALE TONELLI GEBOREN 1913 VERHAFTET 23.11.1944 DEPORTIERT 1944 MAUTHAUSEN-GUSEN ERMORDET 31.3.1945        | Via XX settembre, 6 · La Spezia ·        | Annibale Tonelli, geboren am 18. Februar 1913 in La Spezia. Mit 16 Jahren begann er eine Ausbildung bei der Polizei. 1940 wurde er dem Polizeikommando in Tirana in Albanien überstellt. Nach dem italienischen Waffenstillstand kehrte er Anfang Oktober 1943 nach Italien zurück und nahm in der Folge seinen Dienst bei der Quästur in La Spezia auf. Der Polizeiwache im Stadtteil Migliarina zugewiesen, unterstützt er mit seinem Vorgesetzten, Kommissar Vigilante, vom faschistischen Regime verfolgte und Juden. Am 23. November 1944 wurde er im Zuge einer im Migliarina durchgeführten Razzia der SS und der Sicherheitskräfte der RSI von Angehörigen der Guardia Nazionale Repubblicana verhaftet. Über die Gefängnisse in La Spezia und Genova wurde Annibale Tonelli am 8. Dezember 1944 in das Durchgangslager Bozen überführt. Am 1. Februar 1945 langte er im KZ Mauthausen an, bevor er anschließend dem Außenlager Gusen überstellt wurde. Dort verstarb er je nach Quelle am 21. oder 31. März 1945. |
|              | HIER DIENTE DOMENICO TOSETTI GEBOREN 1924 VERHAFTET 18.10.1944 DEPORTIERT 1944 MAUTHAUSEN-GUSEN BEFREIT                   | Via XX settembre, 6 La Spezia            | Domenico Tosetti, geboren am 5. Februar 1924 in La Spezia. Er leistete ab Mai 1943 seinen Wehrdienst bei der Marine ab. Nach dem 8. September 1943 meldete er sich freiwillig für den Dienst bei der Polizei, um sich dem Wehrdienst im faschistischen Republikanischen Nationalheer zu entziehen. Der Quästur in La Spezia zugewiesen, arbeitete er eng mit den Kommissaren Amodio und Vigilante zusammen. Am 18. Oktober 1944 wurde er unter dem Verdacht Regimegegnern und Juden zur Flucht verholfen zu haben, von den Brigate Nere verhaftet. Zusammen mit Amodio, Vigilante und dem Polizeibeamten Annibale Tonelli wurde er im Gefängnis Marassi in Genua inhaftiert. Anschließend wurde Domenico Tosetti in das Durchgangslager Bozen überführt und schließlich in das KZ Mauthausen deportiert. In Mauthausen war er dem Steinträgerkommando an der Todesstiege zugeteilt. Er überlebte als einziger der vier in La Spezia verhafteten Polizisten die KZ-Haft. Der gesundheitlich angeschlagene Tosetti verstarb wenige Jahre nach seiner Befreiung an Typhus. |
|              | HIER DIENTE LODOVICO VIGILANTE GEBOREN 1882 VERHAFTET 23.11.1944 DEPORTIERT 1944 MAUTHAUSEN ERMORDET 6.2.1945             | Via XX settembre, 6 La Spezia            | Lodovico Vigilante, geboren am 13. Februar 1882 in Verona. Er trat nach seinem Jurastudium 1909 der Polizei bei. In der Polizei durchlief er die Karriereleiter und wurde 1925 zum Kommissar befördert. Nachdem er verschiedene Aufgaben in Kampanien übernommen hatte, wurde ihm im Dezember 1929 die Leitung der Dienststelle auf Lipari anvertraut. Auf Lipari war die Dienststelle hauptsächlich mit der Überwachung der dorthin vom faschistischen Regime verbannten Dissidenten betraut. 1930 wurde er mit dem Ritterorden der Krone von Italien ausgezeichnet. Nach dem Tod seiner schwer erkrankten Frau wurde er 1937 auf seinen Wunsch hin von Sardinien auf das Festland nach La Spezia versetzt. Ihm wurde die Dienststelle im Stadtteil Migliarina unterstellt, die auch für den Hafen von La Spezia verantwortlich war. Die Verkündung der Italienischen Rassengesetze 1938 lösten bei ihm sehr wahrscheinlich einen Gesinnungswandel aus, zumindest lassen die nachfolgenden Ereignisse darauf schließen. Nach Ausrufung der Italienischen Sozialrepublik half Lodovico Vigilante zusammen mit Nicola Amodio und anderen Beamten Regimegegnern und Juden auf der Flucht, insbesondere was die Ausstellung falscher Papiere anbelangt. Am 23. November 1944 wurde der nach einem Schlaganfall seit einigen Wochen im Krankenstand befindliche Vigilante von der SS verhaftet. Nach seiner Inhaftierung in Genua wurde er in das Durchgangslager Bozen überführt. Am 1. Februar 1945 wurde er mit dem Transport Nr. 119 in das KZ Mauthausen deportiert und dort mit der Häftlingsnummer 126535 registriert. Er verstarb dort nur wenige Tage seiner Ankunft am 6. Februar 1945 |
|              | HIER WOHNTE IN HAUSNR. 6 AGOSTINO VIRDIS GEBOREN 1896 VERHAFTET 22.11.1944 DEPORTIERT MAUTHAUSEN ERMORDET 17.3.1945 GUSEN | Corso Nazionale / Via Parma La Spezia    | Agostino Virdis, geboren am 18. Februar 1896 in Sorso (Sardinien). Der Kriegsversehrte aus dem Ersten Weltkrieg war verheiratet und Vater dreier Kinder. Er wohnte mit seiner Familie in La Spezia und arbeitete als Archivar beim dortigen Finanzamt. Der nie eine Partei unterstützende Agostino Virdis wurde am 22. März 1944 verhaftet. Nach einer ersten Haft im Gefängnis von La Spezia wurde er in das Gefängnis Marassi nach Genua verlegt. Nach fast neun Monaten Inhaftierung wurde er am 13. Januar 1945 in das Durchgangslager Bozen überführt, bevor er am 1. Februar 1945 mit dem Transport Nr. 119 zusammen mit 548 weiteren italienischen Staatsbürgern in das KZ Mauthausen deportiert wurde. In Mauthausen wurde Agostino Virdis mit der Häftlingsnummer 126492 registriert, um danach in das Außenlager Gusen verlegt zu werden. Dort kam er am 17. März 1945 um. |

## Verlegedatum
- 20. Januar 2024: La Spezia[22]